# イタリア・ロシア戦域軍
イタリア・ロシア戦域軍（英語：Italian Army in Russia、イタリア語：Armata Italiana in Russia）は、第二次世界大戦の東部戦線に派遣されたイタリア陸軍部隊。
派遣当初の3個師団規模の際には「イタリア・ロシア派遣軍」（英語：Italian Expeditionary Corps in Russia、イタリア語：Corpo di Spedizione Italiano in Russia (CSIR) ）と呼ばれた。

## 背景
1941年6月22日、バルバロッサ作戦開始後すぐにムッソリーニは東部戦線への遠征を準備するように軍部に伝えた。ただでさえ軍の物資や装備が不足する中の計画に少なからぬ軍高官が反対している。ヒトラーも東部戦線への派兵をムッソリーニに無理強いせず、代わりに北アフリカ戦線への増援を要請した。ムッソリーニ自身もヒトラーの対英戦を放置した二正面作戦を「狂気」と批判したが、それ故に対英戦の勝敗を云々する状態ではなくなったと判断していた。部隊は温存されていた精鋭の自動車化師団、快速師団、山岳師団から編成され、機動性は十分にあったが対戦車戦力が極めて欠乏しており、T-34戦車との戦闘が不安視されていた。
司令官は初め、フランチェスコ・ジンガレス大将が務める予定だった。しかし輸送中のウィーンで病に倒れた事から1941年7月14日、ジョヴァンニ・メッセ中将に交代した。メッセはムッソリーニの見栄を重んじるような無計画な装備での遠征を批判しつつも、優れた采配で軍を率いて戦果を得た。しかしドイツ軍からの増援要請にも反対した為、遂に解任され北アフリカ戦線のドイツ・イタリア戦車軍の指揮官へと移された。一方、北アフリカから入れ替わる形で後任に着任したイータロ・ガリボルディ大将（リビア総督）は逆にドイツ軍の戦争計画に協力的であり、それが元で戦後の戦争責任を問われることとなった。

## 編成

### 第一次派遣
- 独第11軍
  - 第3快速師団『アオスタ侯アメデオ皇太子』
  - 第9自動車化師団『パスビオ』
  - 第52自動車化師団『トリノ』

### 第二次派遣
- 伊第8軍
  - 第35軍団
    - 第3自動車化師団『アオスタ侯アメデオ皇太子』
    - 第9自動車化師団『パスビオ』
    - 第52自動車化師団『トリノ』

  - 第2軍団
    - 第2歩兵師団『スフォルツェスカ』
    - 第3歩兵師団『ラヴェンナ』
    - 第5歩兵師団『コッセリア』

  - 山岳軍
    - 第2山岳師団『トリデンティーナ』
    - 第3山岳師団『ユリア』
    - 第4山岳師団『クネーンゼ』

  - 第156歩兵師団『ヴィチェンツァ』
  - 黒シャツ連隊『1月3日』、『3月23日』

## 司令官
- フランチェスコ・ジンガレス（- 1941年7月）
- ジョヴァンニ・メッセ（1941年7月 - 1942年7月）
- イータロ・ガリボルディ（1942年7月 - 1943年2月）

## 戦歴

### イタリア王国ロシア派遣軍（1941年8月 - 1942年7月）

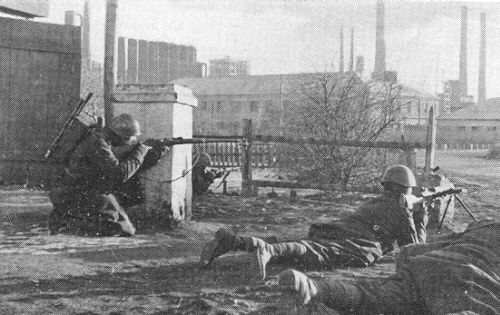
スターリノを包囲するロシア戦域軍

1941年7月10日、独南方軍集団に参加したCSIR（イタリア王国軍ロシア派遣軍）は、まず独第11軍の隷下部隊としてオイゲン・フォン・ショーベルト大将の指揮下に入った。8月14日、エヴァルト・フォン・クライスト元帥の第1装甲集団に転属、10月25日に同部隊が第1機甲軍に再編された後も留まっている。以降、1942年6月3日にリヒャルト・ルオッフ上級大将の第17軍と合流してルオフ軍集団（Heeresgruppen Ruoff）を編成するまでCSIR軍はクライスト元帥のもとで戦った。
ブグ河近辺でソ連赤軍第9軍の先遣部隊と接触した自動車化師団『パスビオ』はベルサリエリからなるオートバイ中隊に前線を突破させる事でこれを撃破、3500名のソ連兵を捕虜するという幸先の良い初陣を踏んだ。続いてヴィーキングSS装甲師団のドニエプロ・ペトロブス地方での戦闘を助け、エバーハルト・フォン・マッケンゼン将軍の評価を得ている。CSIR部隊はドイツ軍や同盟軍とともにドニエプル川を渡河し、ペトコリフカ市を守備するソ連軍3個師団を巧みに包囲殲滅して1万3000名の捕虜と80門の野戦砲を鹵獲した。ペトコリフカ市の占領作戦はエヴァルト・フォン・クライスト元帥からも賞賛され、戦力としての信頼は確立された。
その後もサヴォイア騎兵連隊を中核とする快速師団『アオスタ侯』が戦略的拠点のスターリノ占領に活躍しているが、冬の訪れは枢軸軍を例外なく苦しめた。対仏戦の経験から用意されたアルプス山脈用の冬季装備すら意味を成さない厳寒の中、ソ連軍の反撃が徐々に強まりつつあった。CSIR部隊もソ連軍の手に落ちたニキトフカ市を、敵の猛攻を退けて奪還に成功して以降、ミウス河に陣地を築いて一旦は守勢に回った。だが12月にドイツ軍第3歩兵師団とチャゼペトフカのソ連軍に攻勢を仕掛けた『パスビオ』『トリノ』が、白兵戦闘を制して前進に成功する。対するソ連の反抗作戦に際しても、リコヴォに対する攻勢を黒シャツ隊などを初めとするイタリア軍の守備部隊が果敢に防ぎ、救援に訪れた友軍の支援でこれを撃退した。この戦いでメッセ将軍は新たに900名の戦死者と引き換えにソ連軍から1万2000名の捕虜と幾つかの鹵獲兵器を得た。また独第11軍の包囲により陥落したオデッサ市に入城し、市街地で掃討作戦を実施して治安回復に努めた。

### 戦力拡大とブラウ作戦（1942年7月 - 1942年11月）

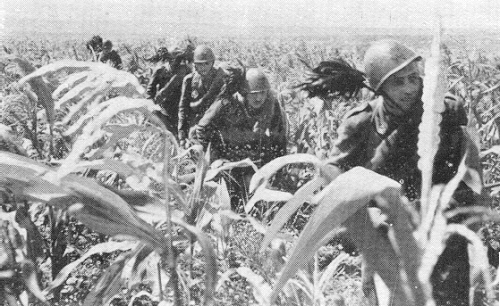
ウクライナの田園を進むベルサリエリ兵

ドイツ軍が東部戦線の長期戦化を睨んでソ連南部の資源地帯への夏季攻勢を立案すると、必然的に同盟軍戦力が重要視された。ドイツ軍参謀本部はイタリア陸軍に大規模な増援を要請し、ムッソリーニもこれを歓迎する姿勢を見せた。功労者であるところのメッセは乏しい軍の戦力をこれ以上削る事は自殺的行為だと批判した為に解任され、イータロ・ガリボルディ大将が後任となった。イタリア陸軍は伝統あるアルピーニ師団（山岳師団）3個で構成される「山岳軍」と3個歩兵師団による「第2軍団」を援軍として派遣した他、第3快速師団を自動車化師団に増強した。『パスビオ』『アオスタ侯』『トリノ』の3個自動車化師団は新たに「第35軍団」として統合され、計3個軍団からなる「伊第8軍」（イタリア王国軍ロシア戦域軍、ARMIR）が編成された。1個歩兵師団と2個黒シャツ連隊が司令部直属の予備戦力として存在しており、兵員総数は23万名にも及んだ。
夏季攻勢においては南方軍集団はA軍集団とB軍集団に二分され、A軍集団に参加した伊第8軍は先述の通り独第17軍及びルーマニア第3軍と合流してルオフ軍集団を編成した。だが途中で戦闘序列の変更が行われて伊第8軍はB軍集団に転属、ルオフ軍集団は白紙に戻され、ルオッフ上級大将も独第17軍の指揮に専念した。
6月に開始されたブラウ作戦で伊第8軍はドン川を目指して進軍し、ソ連軍と幾つかの戦闘を行っている。セラフィモヴィッチの戦闘では『アオスタ侯』がソ連軍の戦車部隊が装備するT-34戦車を火炎瓶による攻撃で破るなど、開戦前から危惧されていた対戦車戦力の不備を補いながらドン河に辿り着いた。またこの際に鹵獲されたT-34はイタリア陸軍の技術班によって検分され、傾斜装甲の採用などP40重戦車の開発に影響を与えた。しかし8月20日のソ連軍による反撃が行われると、イタリア陸軍はこれをソ連軍から「白い悪魔」と呼ばれた山岳スキー大隊『モンテ・チェルビーノ』やアルピーニ師団の活躍で押さえ込むものの、戦線拡大は停止した。
伊第8軍はドン河沿いに部隊を展開、右にはルーマニア第3軍、左にはハンガリー第2軍と同じ同盟軍が展開していたが、依然として防衛の主体はドイツ軍が担っていた。

### 小土星作戦（1942年11月 - 1943年2月）
スターリングラードの戦いが泥沼化する中、ヒトラーの命令のもと、ドイツ軍は闇雲に増援を戦略的価値の薄いスターリングラードに送り込まざるを得なくなった。同盟軍とともにドン河を守っていたドイツ軍部隊も次第に引き抜かれ、防衛の主体も同盟軍部隊に移っていった。こうした状況を好機と見たソ連軍は、同盟軍陣地への大規模攻勢を発動した（天王星作戦）。同作戦をハンガリー第2軍とイタリア第8軍はこれを凌いだが、主目標とされたルーマニア第3軍は攻勢初日で壊走し、続いてルーマニア第4軍も壊滅した。防衛線に穴を開けられたスターリングラードの独第6軍は町ごと包囲下に置かれた。

ソ連軍は更に同盟軍陣地への第二次攻勢（小土星作戦）を12月11日に開始し、A軍集団全体を包囲するという大胆な計画を進めた。今度はイタリア陸軍が主目標とされ、ソ連軍3個軍による波状攻撃が伊第8軍の陣地を襲った。第8軍は僅かな対戦車火器で押し寄せる無数の戦車を相手にしながら、11日間に渡る激戦を凌いだ。

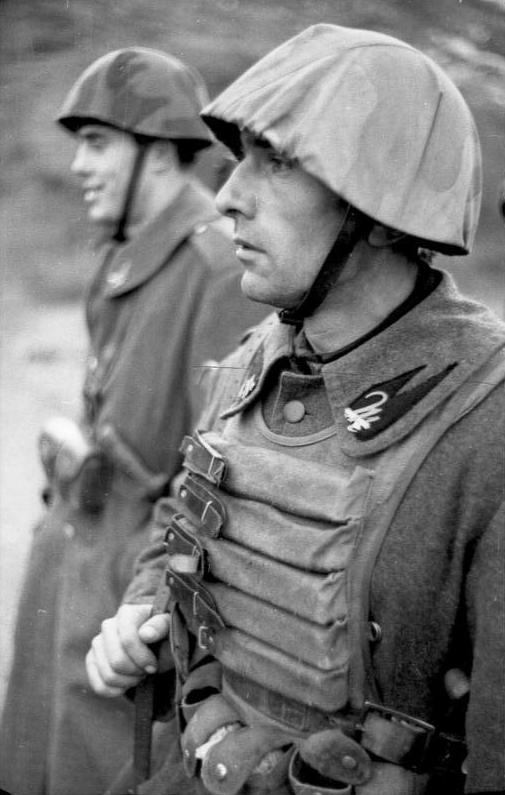
RSI軍

だが5日目にルーマニア軍の居た右翼陣地を迂回したソ連軍は第8軍の一部を包囲下に置き、さらに歩兵師団のみの第2軍団に750両の戦車部隊を差し向けた。それでも第8軍は戦線崩壊を水際で防いでいたが、戦闘開始から11日目に入るとソ連軍は伊軍3個軍団の隙間に入り込み、一部は壊滅するか完全に包囲されていた。イタリア陸軍参謀本部が全軍後退を許可した時には既に戦線は半壊状態にあり、第2軍団、第35軍団の残存部隊は連隊旗を焼却してドン河後方に後退した。そのようななか、山岳軍の『トリデンティーナ』『ユリア』『クネーンゼ』山岳師団はソ連軍の猛攻に依然として踏み止まり、増援として到来した『ヴィチェンツァ』師団とともに夥しい死者を出しながらも翌年まで陣地を死守している。
ソ連軍がスターリングラード占領作戦「鉄輪」に合わせて1月14日に新たな増援が送り込み、奮戦を続けてきた山岳軍も終に退却を決断する。既にドン河の枢軸軍全体が包囲網に包まれており脱出は絶望視されていた。事実、度重なる追撃によって部隊は徐々に消耗していき、脱出を目前にした時点で『ユリア』『クネーンゼ』『ヴィチェンツァ』が既に殲滅されていた。しかし最後に残った『トリデンティーナ』がニコライエフカでソ連軍の包囲を破って包囲網の突破に成功、その後も執拗に続くソ連軍の追撃を振り切ってベルゴロドに撤収した（ニコラエフカの戦い）。山岳部隊を含め、脱出に成功したのは3分の1程度であった。
伊第8軍司令部は新たな戦いに備えてウクライナに前線司令部を設け、本国に増援を要求した。しかしムッソリーニは本土決戦の可能性から部隊に帰還命令を出し、第8軍は解散となった。

### 残された部隊の選択（1943年2月 - 1945年）
1943年2月に解散を命ぜられた時点でロシア戦域軍（ARMIR）及び伊第8軍の兵員数は150,000名にまで減少しており、生き残った者の2割は重度の凍傷を患っていた。対戦車装備の乏しさに加え、寒さで故障して爆発しない手榴弾や事前に火で熱を与えておかないと稼動しないライフルや機関銃といった粗悪な装備で無責任に派遣された戦いに、兵士達の中でムッソリーニへの反感が高まっていった。また退却時に同盟軍をしばしば捨て駒にしたドイツ軍への反感も、後にソ連側に寝返るルーマニア軍やハンガリー軍と同じく存在していた。
1943年7月25日、ファシスト政権が王党派に倒されると対立は表面化した。帰還中の部隊も引き続きムッソリーニに従ってイタリア社会共和国軍（RSI軍）に参加するか、国王に従って自由イタリア軍に加わるかを選択しなければならなかった。少なくないロシア戦域軍の残党兵はRSI軍への参加を表明し、本国からの命令に従って東部戦線に展開を続けた。再編先であったウクライナ戦線や黒海だけでなく、東欧北部のバルト海に沿岸施設防衛に派遣された部隊が記録されている。同様に東プロイセン戦線には元黒シャツ部隊兵員で第834野戦病院部隊を擁した「9月9日」大隊（ノーヴェ・セッテンブレ：IX Settembre）が派遣され、ドイツ軍の特殊部隊「ブランデンブルク」とともに転戦している。

## 空軍・海軍の活動

### 空軍部隊
陸軍部隊の支援として空軍も一個航空群を派遣している。開発されたばかりのMC202戦闘機を装備したイタリア空軍部隊はソ連空軍部隊に対して優位を保った。冬の到来で戦闘機の運用が難しくなった際もSM.81による輸送任務で前線を支え、ブラウ作戦では本国からの交代部隊が新たに活躍した。第8軍の解散に伴い本国に帰還するまでに88機のソ連機を撃墜し、一方の損失は19機に留まった。

## 参考資料
- 『イタリア軍入門』（イカロス出版 吉川和篤著  2006年. ISBN 4871497887）